# Léo Ferré
Léo Ferré, cu numele complet Léo Albert Charles Antoine Ferré (n. 24 august 1916, Monaco – d. 14 iulie 1993, Castellina in Chianti, Toscana) a fost un poet, muzician și cântăreț franco-monegasc.
Beneficiind de un suflu creator continuu și de o perioadă lungă de activitate (46 de ani, față de 24 de ani ai lui Jacques Brel, 30 ai lui Georges Brassens, 34 ai lui Serge Gainsbourg), Ferré este până în prezent cel mai prolific cantautor de expresie franceză, autorul a peste 40 de albume originale.

## Discografie

### Albume de studio
| - 1953: Paris canaille - 1954: Chansons de Léo Ferré - 1954: Le Piano du pauvre - 1956: Le Guinche - 1956: Poète... vos papiers ! - 1957: Les Fleurs du mal - 1957: La Chanson du mal-aimé - 1958: Encore du Léo Ferré - 1960: Paname - 1961: Les Chansons d'Aragon - 1962: La Langue française - 1964: Ferré 64 - 1964: Verlaine et Rimbaud (2×LP) - 1966: Léo Ferré 1916-19… - 1967: Cette chanson (La Marseillaise) - 1967: Léo Ferré chante Baudelaire (2×LP) - 1969: L'Été 68 - 1969: Les Douze Premières Chansons de Léo Ferré | - 1970: Amour Anarchie (2×LP) - 1971: La Solitude - 1972: La Chanson du mal-aimé - 1972: La Solitudine - 1973: Il n'y a plus rien - 1973: Et… basta ! - 1974: L'Espoir - 1975: Ferré muet... dirige - 1976: Je te donne - 1977: La musica mi prende come l'amore - 1977: La Frime - 1979: Il est six heures ici et midi à New York - 1980: La Violence et l'Ennui - 1982: Ludwig-L'imaginaire-Le bateau ivre (3×LP) - 1983: L'Opéra du pauvre (4×LP) - 1985: Les Loubards - 1986: On n'est pas sérieux quand on a dix-sept ans (2×LP) - 1990: Les Vieux Copains - 1991: Une saison en enfer |

### Albume live
- 1955: Récital Léo Ferré à l'Olympia
- 1958: Léo Ferré à Bobino
- 1961: Récital Léo Ferré à l'Alhambra
- 1963: Flash ! Alhambra - A.B.C.
- 1969: Récital 1969 en public à Bobino (2×LP)
- 1973: Seul en scène (Olympia 72) (2×LP)
- 1984: Léo Ferré au Théâtre des Champs-Élysées (3×LP)
- 1988: Léo Ferré en public au TLP Déjazet

### Lansări post-mortem
- 1993: Alors, Léo... (live at the TLP Déjazet 1990, 2xCD)
- 2000: Métamec (unreleased album demo tapes)
- 2000: Le Temps des roses rouges (78s songs from 1950)
- 2001: Sur la scène... (live at Lausanne 1973, 2×CD)
- 2001: Un chien à Montreux (live at Montreux 1973, maxi CD)
- 2003: Les Chansons interdites… et autres (songs from 1961)
- 2004: De sac et de cordes (radio drama from 1951)
- 2004: Maudits soient-ils ! (Verlaine et Rimbaud album demo tapes, 2×CD)
- 2006: La Mauvaise Graine (radio sessions & interview from 1959)
- 2008: Les Fleurs du mal (suite et fin) (unreleased album demo tapes)

### Compilații și altele
- 1998: La Vie d'artiste: les années Le Chant du Monde 1947-1953 (2×CD)
- 2003: Les Années toscanes (1975–91)
- 2006: Léo Ferré au Théâtre libertaire de Paris (1986, 1988, 1990) (Live box set)
- 2013: Léo Ferré Best of (1960-1974) (2×CD)
- 2013: L'Indigné (20xCD)